# Quidco
Internetový portál Quidco patří mezi anglické online cashback portály. Společnost provozuje také cashback portál Quipu v Německu. Zaměstnává přes 100 pracovníků. Kanceláře se nachází v Sheffieldu (od roku 2005), Londýně (od roku 2007) a Berlíně. 

## Princip fungování
Princip cashback portálu spočívá v nabídce odměny (pojem "cashback") z ceny nákupů u internetových obchodů propagovaných na cashback portálu. Tuto odměnu získají uživatelé portálu Quidco na svůj účet na základě registrace na tomto portále. Následně si získanou odměnu mohou nechat vyplatit na svůj osobní bankovní účet. Cashback je možné získat při nákupu v obchodech s oblečením, elektronikou, kosmetikou, domácími potřebami, nábytkem a v dalších kategoriích. Služby cashback portálů jsou zdarma, tyto portály vydělávají na rozdílu mezi získanou provizí od obchodníků a skutečně vyplacenými penězi svým uživatelům.

## Cashback Quidco u obchodníků na ulici
Kromě online cashbacku nabízí portál Quidco také cashback z nákupů u obchodníků na ulici (tzv. "kamenné obchody"). Uživatelé portálu pro nárok na získání této odměny musí zadat ke své registraci šestnáctimístné číslo své platební karty, kterou tímto přiřadí ke svému účtu na cashback portálu. Při nákupu v kamenném obchodě získají cashback automaticky.

## Zakladatelé
Portál Quidco založili Paul a Jennifer Nikkelovi v roce 2005. V té době oba zakladatelé stále studovali na univerzitě v Sheffieldu. Portál Quidco provozují zakladatelé přes svou investiční společnost Maple Syrup Media.